# 塔克蒂克
15°19′0″N 90°21′4″W / 15.31667°N 90.35111°W

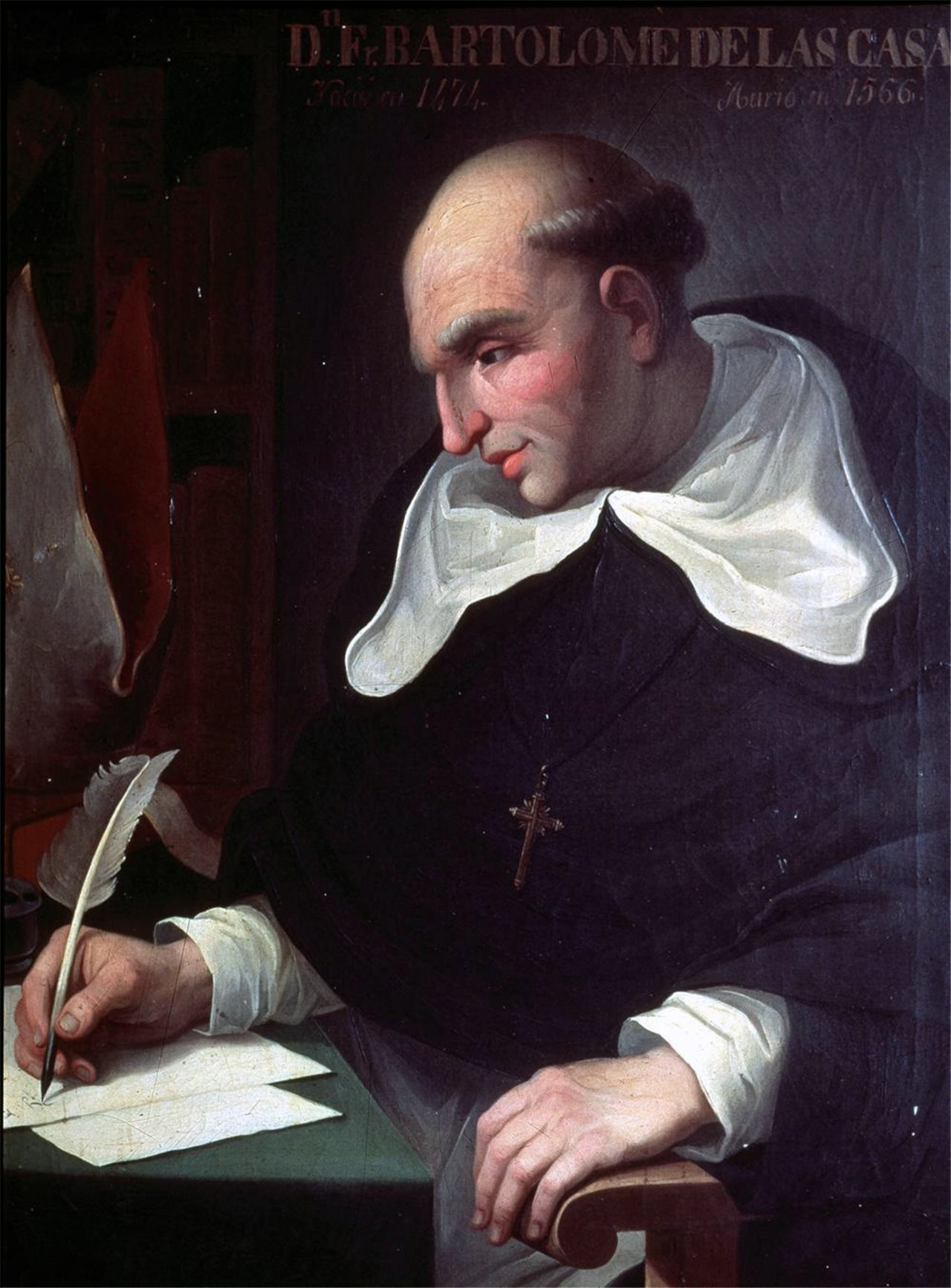

塔克蒂克（西班牙語：Tactic），是危地馬拉的城鎮，位於該國北部，由上維拉帕斯省負責管轄，始建於1545年，面積85平方公里，海拔高度1,465米，2012年人口30,000，人口密度每平方公里352人。